# Ilya Usik
Ilya Usik (Brest, 13 de agosto de 1998) es un jugador de balonmano bielorruso que juega de portero en el Meshkov Brest. Es internacional con la selección de balonmano de Bielorrusia.
Su primer gran campeonato con la selección fue el Campeonato Europeo de Balonmano Masculino de 2022.

## Palmarés

### Meshkov Brest
- Liga de Bielorrusia de balonmano (4): 2020, 2021, 2022, 2023
- Copa de Bielorrusia de balonmano (2): 2020, 2021

## Clubes
| Club          | País        | Año         |
| ------------- | ----------- | ----------- |
| Meshkov Brest | Bielorrusia | 2019 - Act. |